# Calomys hummelincki
Calomys hummelincki és una espècie de mamífer rosegador de la família dels cricètids. Viu a Aruba, el Brasil, Colòmbia, Curaçao i Veneçuela. Es tracta d'un animal nocturn i herbívor. El seu hàbitat natural són els herbassars sorrencs. Està amenaçat per la destrucció del seu medi.
L'espècie fou anomenada en honor del naturalista neerlandès Pieter Wagenaar Hummelinck.